# Hargorejo (Tirtomoyo)
Hargorejo is een bestuurslaag in het regentschap Wonogiri van de provincie Midden-Java, Indonesië. Hargorejo telt 2876 inwoners (volkstelling 2010).